# 岡山県道405号山田槌ヶ原線
岡山県道405号山田槌ヶ原線（おかやまけんどう405ごう やまだつちがはらせん）は、岡山県玉野市を通る一般県道である。

## 概要
玉野市山田と玉野市槌ヶ原を結ぶ。

### 路線データ
- 起点：玉野市山田（山田小学校交差点、岡山県道74号倉敷飽浦線交点）
- 終点：玉野市槌ヶ原（横田口交差点、国道30号交点）
- 総延長：10.9 km
- 実延長：10.5 km

## 歴史
- 1972年（昭和47年）
  - 3月21日 - 岡山県告示第263号により認定される。
  - 秋頃 - 現行の県道番号に変更される。

## 路線状況

### 重複区間
- 岡山県道45号岡山玉野線（玉野市八浜町八浜・八浜交差点 - 玉野市八浜町八浜）

### 道路施設

#### 橋梁
- 大正橋（庄田川、玉野市）

## 地理

### 通過する自治体
- 玉野市

### 交差する道路
| 交差する道路                                                     | 交差する場所 | 交差する場所            |
| ---------------------------------------------------------------- | ------------ | ----------------------- |
| 岡山県道74号倉敷飽浦線                                           | 山田         | 山田小学校交差点 / 起点 |
| 岡山県道45号岡山玉野線 重複区間起点                              | 八浜町八浜   | 八浜交差点              |
| 岡山県道45号岡山玉野線 重複区間終点                              | 八浜町八浜   |                         |
| 国道30号 岡山県道22号倉敷玉野線 重複 岡山県道74号倉敷飽浦線 重複 | 槌ヶ原       | 横田口交差点 / 終点     |

### 交差する鉄道
- 宇野線

### 沿線
- 玉野市立山田小学校
- 玉野市役所 山田分室
- 玉野市役所 八浜分室
- 玉野市立八浜小学校
- 玉野市立大崎小学校
- 児島湾干拓地
- 岡山県立玉野光南高等学校
- JR西日本宇野線 八浜駅

### 峠
- 戸立峠（玉野市山田）